# 一条政親
一条 政親（いちじょう まさちか）は、安土桃山時代の人物。土佐一条氏第6代当主。一条内政の嫡男。名前は、父の偏諱「政」と、外祖父である長宗我部元親の「親」をそれぞれとったものとされているが、実名を確定する史料はなく、「政親」の名前も後世の創作とみられる。

## 生涯
一条内政の嫡男として誕生。長宗我部氏の家臣・久礼田定祐に養育され、このためか久礼田御所とも呼ばれた。
存在が確定できるのは、『御湯殿の上の日記』天正14年12月22日条に「とさの一てう殿しょ大夫四位。せっつのかみ申」という記事である。この中で「とさの一てう殿」というのは土佐一条家当主を指し、父・内政は既に死去して兄弟の存在は知られていないため、政親のことを指すと考えられている。なお、政親は四位叙位・摂津守補任されたが、これは豊臣氏による九州平定の中の戸次川の戦い（同月12日）の直後で、この戦いで長宗我部氏の後継である信親は戦死、当主・元親も一時生死不明と大坂城の豊臣政権に伝えられている。そのため、元親・信親父子が揃って戦死が確認されて長宗我部氏の後継問題をきっかけに土佐国内が混乱した場合に備えて、豊臣政権が土佐一条家を国主として復活させることも視野に入れた上での武家執奏が行われたとみられている（結局、元親の生存が確認されたためにそのような事態は発生しなかった）。
慶長5年（1600年）の関ヶ原の戦いに伴う長宗我部氏の没落後、京都か大和国に向かったとも、土佐国に住み続けたともいうが不明。